# John Njue
John Njue (Kiriari, Distrito Embu, Kenia, 1 de enero de 1946) es un cardenal keniata de la Iglesia católica. Fue arzobispo de Nairobi desde 2007 hasta 2021. 

## Biografía
Nació en 1946. Entró en el Seminario Menor de su diócesis en 1962. Cursó sus estudios de Filosofía y de Teología en Roma, llegando a obtener el doctorado en Filosofía en la Pontificia Universidad Urbaniana y el doctorado en Sagrada Teología en la Pontificia Universidad Lateranense.
Fue ordenado sacerdote el 6 de enero de 1973 por el papa Pablo VI. 

### Episcopado
Fue obispo de Embu, en Kenia, del 9 de junio de 1986 al 9 de marzo de 2002. La consagración episcopal la recibió de manos del cardenal Jozef Tomko.
Juan Pablo II lo nombró arzobispo coadjutor de Nyeri, pero antes de suceder al ordinario, el  6 de octubre de 2007 el papa Benedicto XVI lo nombró arzobispo de Nairobi.

### Cardenalato
Fue creado cardenal en el consistorio del 24 de noviembre de 2007 por el papa Benedicto XVI, recibiendo el título de Preziosissimo Sangue di Nostro Signore Gesù Cristo.
El papa Francisco aceptó el 4 de enero de 2021 su renuncia al cargo como arzobispo de Nairobi. Actualmente es presidente de la Conferencia episcopal keniana desde 2006, luego de haberlo sido de 1997 al 2003.

### Cargos en la curia romana
- El 29 de julio de 2014 fue confirmado como miembro de la Congregación para la Evangelización de los Pueblos.[1]

- El 30 de junio de 2016 fue nombrado miembro de la Secretaría para la Comunicación.[2]

- El 13 de octubre de 2020 fue confirmado como miembro de la Congregación para la Evangelización de los Pueblos usque ad octogesimum annum.[3]

## Controversia
En el año 2025, en vísperas del cónclave, se presentó una controversia porque no habría sido invitado como Cardenal, además se le habría cambiado la fecha de nacimiento unos meses antes. 

## Posiciones

### XIV Asamblea General Ordinaria del sínodo de obispos
En octubre de 2015, se difundió una carta firmada por 13 cardenales en la que denunciaban la metodología empleada en el Sínodo convocado por el Papa Francisco. Los cardenales eran: Carlo Caffarra (Italia), Gerhard L. Müller (Alemania), Thomas C. Collins (Canadá), Timothy M. Dolan (EE. UU.), Willem J. Eijk (Países Bajos), Péter Erdõ (Hungría), Wilfrid Fox Napier (Sudáfrica), George Pell (Australia), Mauro Piacenza (Italia), Robert Sarah (Guinea-Conakri), Jorge L. Urosa Savino (Venezuela), Angelo Scola (Italia) y  André Vingt-Trois (Francia). Más tarde, los cardenales Angelo Scola y André Vingt-Trois se desmarcaron de la carta diciendo que nunca la habían firmado.Lo mismo dijeron aun más tarde los cardenales Péter Erdõ y Mauro Piacenza, por lo que el número de los firmantes se redujo a nueve. Posteriormente se supo que hubo una confusión y que los otros cuatro firmantes fueron los cardenales Daniel N. DiNardo (EE. UU.), John Njue, Norberto Rivera Carrera (México) y Elio Sgreccia (Italia).